# Pyrausta chrysoterma
Pyrausta chrysoterma là một loài bướm đêm trong họ Crambidae.